# Micmac

Els micmacs

Els micmacs o mik'mag són una tribu de parla algonquina, també anomenada surike. El seu nom prové de nikmag, "aliat". Es tractava d'una confederació de set tribus.

## Localització
Antigament vivien a la badia de Fundy entre la desembocadura del Sant Llorenç i el Cap Bretó, a Terranova, Nova Brunswick, Nova Escòcia i Príncep Eduard. Actualment viuen a 7 reserves de Nova Brunswick (Big Hole Trait, Red Bank, Tobique, Devon, Tahusintac, Richibuctou, Woodstock), tres de Nova Escòcia (Whycocomagh, Shubenacadie i Chapell Island), 4 de Quebec (Gaspé, Gesgapegiag, Pastigouche i Listugal), dues a Príncep Eduard (Lennox Island i Abegweit), una a Terranova (Conn River) i l'Aroostock Band of Micmacs de Maine, reconeguda per la BIA com a tribu el 26 de novembre del 1991.

## Demografia
Potser eren uns 20.000 el 1500, però havien baixat a 3.000 el 1611 i a 3.500 el 1760. Augmentaren a 4.000 el 1880, i cap al 1970 ja eren 9.350. Segons Asher, el 1981 n'hi havia 11.000 al Canadà, dels quals 6.000 parlaven la llengua, uns 2.000 a Boston i entre 10 i 100 a Nova York, però els mateixes fonts en donaven 5.500 a Nova Escòcia, 480 a Príncep Eduard i 4.100 a Nova Brunswick.
A les províncies atlàntiques, el 1981 hi havia uns 12.138 micmacs, dels quals el 1990 6.305 vivien a Nova Escòcia, 4.100 a Nova Brunswick i 500 a Príncep Eduard (4% de la població); el 1992 n'hi havia 4.068 a Quebec, endemés potser uns 2.000 a Boston, uns quants a Nova York i no se sap quants a Maine, en total potser 20.000 individus.
Segons dades del censos dels EUA i el Canadà del 2000, als EUA n'hi havia 2.913 de purs, 254 de barrejats amb altres tribus, 3.199 de barrejats amb altres races i 356 de barrejats amb altres races i altres tribus; en total 6.722 individus. Al Canadà n'hi havia enregistrats 11.368 a Nova Escòcia, 566 a Príncep Eduard, 6.891 a Nova Brunswick, 2.392 a Terranova i 4.806 a Quebec. En total, n'hi ha 26.002 al Canadà i en total 32.724 micmacs.

## Costums
Formaven una confederació de molts clans, cadascun d'ells amb llurs propis símbols, i casdascun d'ells amb el seu propi cabdill o Sagamore, que practicava la poligàmia i vivia a Umamag, però el lideratge no era gaire fort i només es reunia per fer pau o guerra. Però tot i que es dividien en bandes disperses, tenien una forta i sòlida identitat ètnica.
No hi havia entre ells classes socials hereditàries ni esclavatge. Els presoners masculins eren torturats fins a la mort i les dones i nens eren adoptats i assimilats per la tribu. Eren nòmades, caçaven foques, alguns ants i caribús, pescaven i recollien marisc.
El seu cicle anyal comprenia a l'hivern assentaments difusos, on vivien en wigwams cònics de pells i escorça, i es dedicaven a la cacera de castors,llúdries, ants, ossos i caribús; a la primavera pescaven areng i salmó i caçaven ocells; i assentaments compactes a l'estiu, en wigwams oblongs oberts a l'aire, i es dedicaven al conreu del tabac al llarg del riu. Els homes duien eslips i les dones unes samarretes de pell, però a l'hivern es cobrien amb pells grans. També eren bons canoistes.
Se sap poc de llurs rituals religiosos, llevat la creença en Manitou, com la resta de tribus algonquines, i en Gluskap, guerrer llegendari. Avui dia, encara que són nominalment catòlics, encara creuen en la Keskamizet (sort) i en els poders sobrenaturals.

## Història
En el segle xvi estaven establerts a la badia de Fundy, i eren ferotges guerrers. Es creu que cap al 1000 foren visitats per Leif Ericsson o algun altre cabdill viking, i que eren els skraelingars de les sagues vikingues. Sembla que hi contactaren força violentament.
El 1497 foren visitats per l'italià al servei d'Anglaterra John Cabot, qui segrestà alguns micmacs i els portà a Anglaterra, i el 1501 pel portuguès Gaspar Corte-Real. Reberen molt bé els francesos Jacques Cartier el 1534 i Samuel de Champlain el 1603, del qual en foren aliats en la colonització d'Acàdia. Així es dedicaren al comerç i es mestissaren amb els francesos. Foren convertits al cristianisme pels jesuïtes francesos des que els visità el pare Biard el 1616, i s'aliaren amb ells per tal d'exterminar els beothuk de Terranova.
El missioner Silas T. Rand va recollir llurs tradicions. Des de la pèrdua d'Acàdia pels francesos el 1713 esdevingueren hostils als anglesos, contra els que lluitaren acarnissadament. Cap al 1763, mercè el Tractat de París amb els francesos, deixaren de ser hostils als britànics i als seus aliats iroquesos, encara que no foren pacificats fins al 1779, i confinats en reserves. Des del 1800 l'alcoholisme els va fer decaure, quan es dedicaren a l'agricultura, i reberen encara més missioners. També es fan trampers sedentaris, pobres i proletaritzats. A Nova Escòcia es dediquen a la fusteria i treballen a les papereres. Entre el 1900 i el 1914 reben escoles de catòlics caputxins i metges, i des del 1930 la seva natalitat s'incrementà.
El 1950, endemés, la ràtio de criminalitat entre ells era la més alta del Canadà. Començaren la lluita per l'autodeterminació a les reserves, però la taxa d'atur és molt alta. Des dels anys 1950 formen un subproletariat a les ciutats canadenques, molt barrejats amb els blancs. El 1960 fundaren la Union of Nova Scotia Indians per defensar els seus drets. I el 26 de novembre del 1991 la BIA reconegué com a tribu la banda d'Aroostock.

## Micmacs il·lustres
- Rita Joe
- Anna Mae Aquash
- Gail Tremblay
- Lorne Simon